# I-DSI

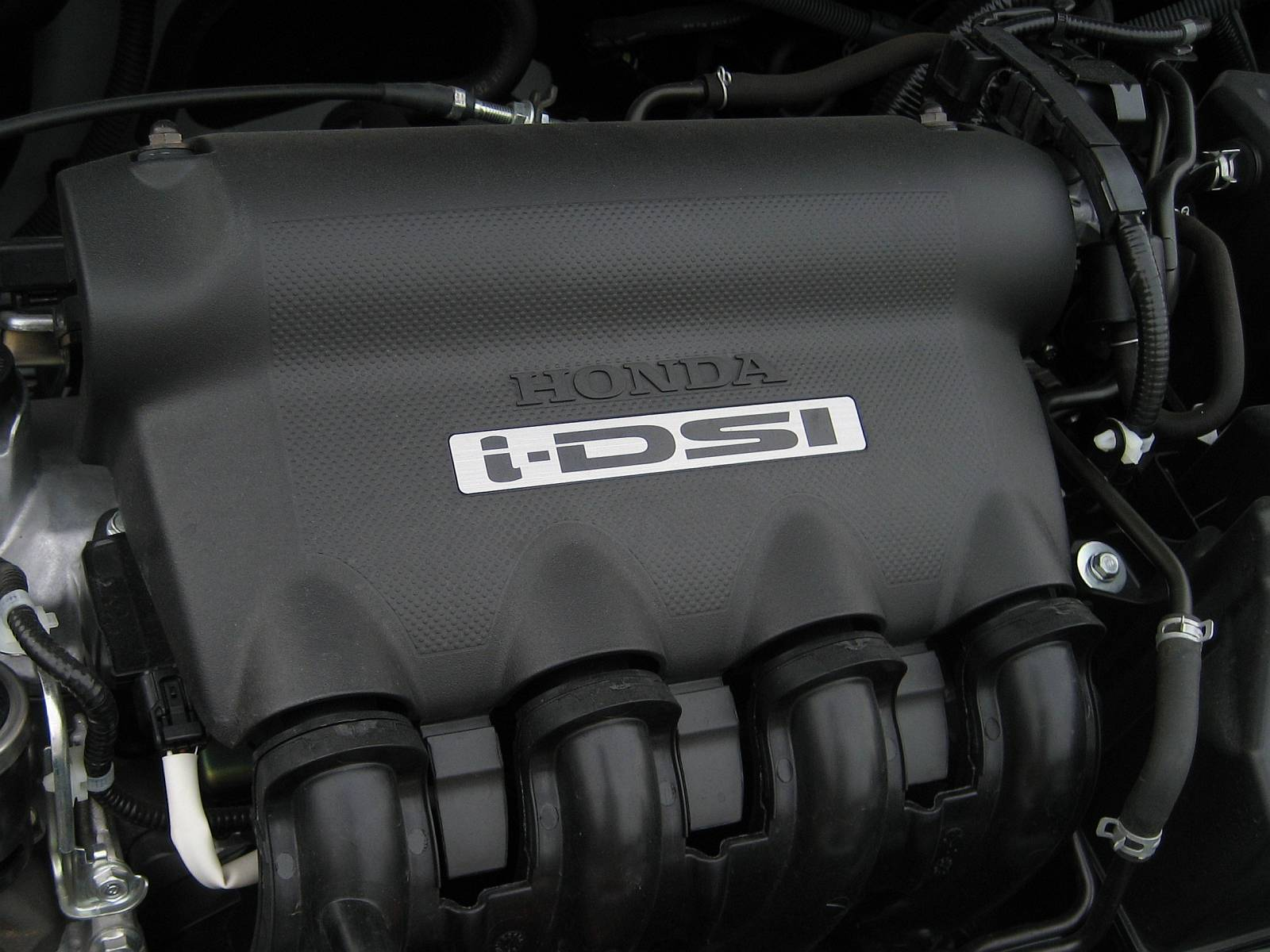
L13A 1.3L i-DSI エンジン
（ホンダ・フィット用）

i-DSI（intelligent-Dual & Sequential Ignition）は、本田技研工業が開発した点火タイミングの制御装置及びその名称である。

## 概要
以前から燃焼室に点火プラグを2つ装備したエンジンは、航空機用では点火系の故障によるエンジントラブル防止、自動車用では失火防止や急速燃焼を目的に採用例があるが、i-DSIではこれに加え、2点の点火タイミングをずらし位相差点火させ急速燃焼させる手法を採用した。これによりシリンダー内の燃焼圧力が従来エンジンより高くでき、低速回転域からの高トルクや、積極的な排気ガス再導入による低燃費化・低排気ガス化が達成された。
位相差点火技術は、ノッキングを抑える効果もあり、従来エンジンより圧縮比が高く設定できる効果がある。日本国内ではi-DSIが初採用となるが、メルセデス・ベンツのSOHC3バルブ（1気筒あたり）エンジンでは、i-DSIに先んじてこの技術を採用している。
2001年6月、フィットに初採用し、1.3L（GD1、L13A）で10・15モード燃費23km/Lを達成、後のマイナーチェンジで24km/Lまで伸ばした。また同年12月、1.3L（ES9、LDA）にリーンバーン気筒休止VTEC機構、パラレルハイブリッドであるIMA機構を加えたシビックハイブリッドを発売、燃費は29.5km/Lを実現している。

## 採用エンジン型式
- L型エンジン
- P型エンジン